# Cryptocat
Cryptocat — програма з відкритим вихідним кодом, що забезпечує можливість шифрувати онлайн-спілкування, працює на Windows, OS X та Linux. Програма використовує наскрізне шифрування для захисту всіх розмов з іншими користувачами Cryptocat. Користувачі мають можливість самостійно перевіряти їх приятелів зі списку і отримувати попередження, коли співрозмовник міняє пристрій.
Cryptocat розробляється Надімом Кобеіззі і спільнотою відкритого вихідного коду, публікуються у відповідності з умовами ліцензії GPLv3.

## Історія
Cryptocat вперше запущено 19 травня 2011 року.
У червні 2012 року автор заявив, що його було затримано представниками Міноборони США на кордоні США, після чого його розпитували про Cryptocat і як він працює. Через появу такого повідомлення в ЗМІ програма швидко отримала популярність.
У червні 2013 року дослідник безпеки Стів Томас вказав на помилки безпеки, які можуть використовуватися, щоб розшифрувати повідомлення і групові чати.
У лютому 2014 року iSec Partners піддали критиці модель автентифікації Cryptocat. У відповідь розробниками було вдосконалено цей процес, що дозволило швидко відрізняти тип атаки «людина посередині».
У лютому 2016 року, посилаючись на невдоволення поточним станом проекту після 19 місяців без технічного обслуговування, Kobeissi оголосив, що він зробить Cryptocat тимчасово недоступним і припинить розробку мобільного додатку до оновлення програмного забезпечення. У березні 2016 Kobeissi анонсував перевипуск Cryptocat, переписаний як самостійне програмне забезпечення замість оригінального вебдодатку. Новий десктоп-орієнтований підхід дозволив Cryptocat стати схожим на Pidgin.

## Особливості
Cryptocat дозволяє користувачам налаштовувати зашифровані чати. Користувачі можуть обмінюватися повідомленнями, зашифрованими файлами, фотографіями, а також створювати й обмінюватися аудіо/відео записами.
Всі повідомлення, файли й аудіо/відео, відправлені через Cryptocat, мають скрізне шифрування. Користувачі «прив'язують» свої пристрої до акаунтів Cryptocat при підключенні, що дозволяє ідентифікувати інші пристрої й запобігти атаці «людина посередині». 
Cryptocat має вбудований механізм автоматичного оновлення, що автоматично перевіряє «справжність» оновлення і використовує протокол TLS.
З 2013 року Cryptocat надає можливість підключення до месенджера Facebook, щоб мати можливість спілкуватись зашифрованим каналом з іншими користувачами Cryptocat. Ця функція була відключена в листопаді 2015 року.

## Використання
У червні 2013 року Cryptocat випробував журналіст Гленн Гринвальд у Гонконзі, щоб зустрітися з інформатором АНБ Едвардом Сноуденом. Спроба вдалась після того, як всі інші методи спілкування не спрацювали.
У листопаді 2013 року Cryptocat було заборонено в Ірані, це сталось після обрання нового президента Хассана Рухані, який обіцяв відкритіший інтернет у країні.

## Архітектура

### Мережа
Cryptocat використовує протокол xmpp, що обслуговується через вебсокети. За даними проекту, мережа Cryptocat тільки пересилає шифровані дані, ніде їх не зберігаючи. В доповнення протоколу наскрізного (end-to-end) шифрування в клієнті Cryptocat, клієнт-серверна комунікація також захищена протоколом TLS.

#### Розповсюдження
З березня 2011 до березня 2016 року Cryptocat офіційно розповсюджувався через Google Chrome Web Store, App Store та офіційні репозиторії інших платформ. Починаючи з березня 2016 року, після переписання Cryptocat як програмі для ПК, програма стала поширюватися виключно через власні сервери Cryptocat, які також підтримують автоматичне оновлення.

## Подальше читання
- Greenberg, Andy (27 травня 2011). Crypto.cat Aims To Offer Super-Simple Encrypted Messaging. Forbes. Архів оригіналу за 4 серпня 2017.
- Curtis, Christopher (17 лютого 2012). Free encryption software Cryptocat protects right to privacy: inventor. Montréal Gazette. Архів оригіналу за 19 лютого 2012.
- Dwyer, Jim (17 квітня 2012). Using His Software Skills With Freedom, Not a Big Payout, in Mind. New York Times. Архів оригіналу за 4 серпня 2017.
- Knowles, Jamillah (3 березня 2012). Raspberry Pi network plan for online free-speech role. BBC News. Архів оригіналу за 4 серпня 2017.
- Kirk, Jeremy (14 березня 2012). Cryptocat Aims for Easy-to-use Encrypted IM Chat. PCWorld.